# RT-23 Molodets

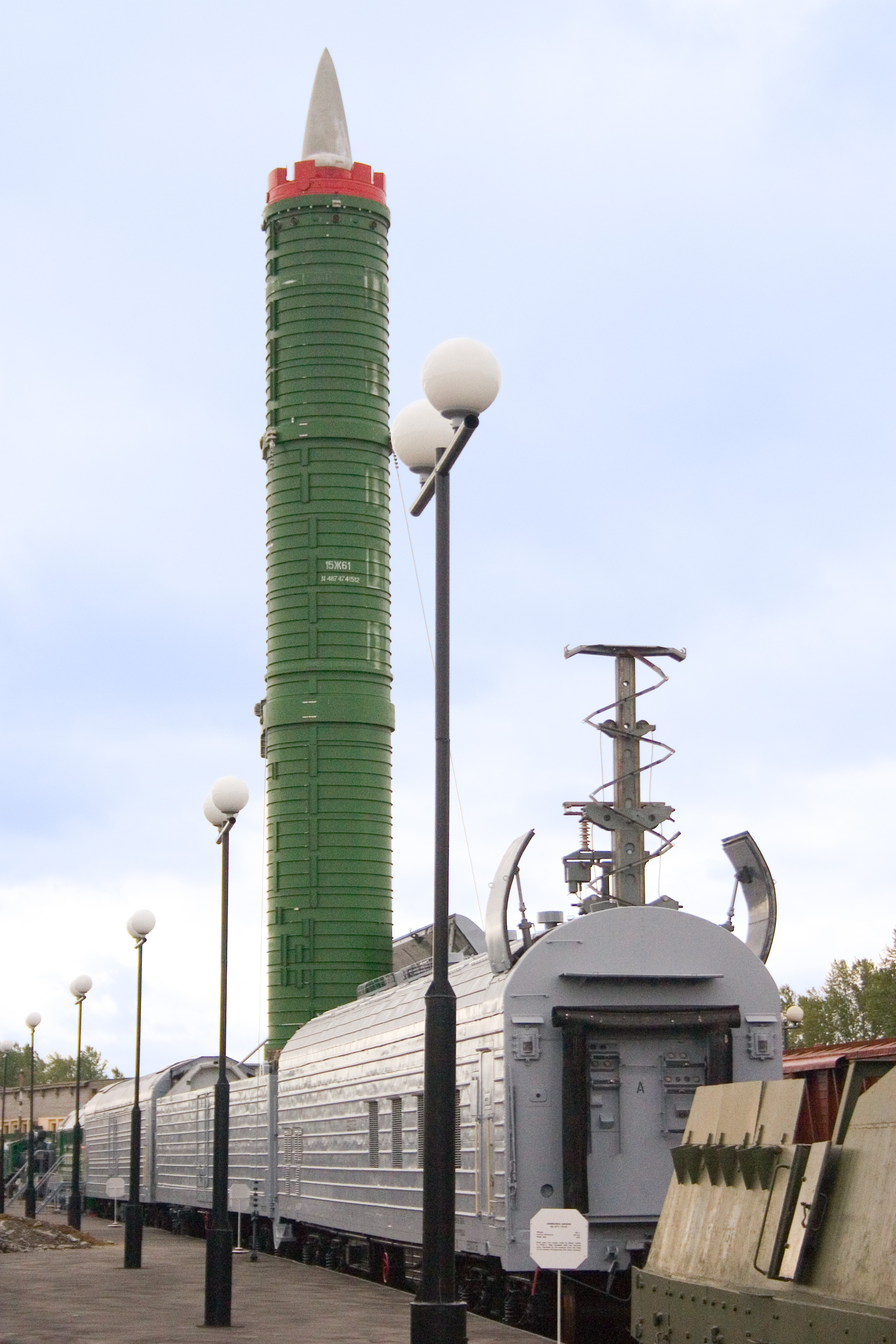
RT-23 Molodets monté sur une plateforme ferroviaire au musée ferroviaire de Saint-Pétersbourg.

Le RT-23 (code OTAN SS-24 Scalpel) était un missile balistique intercontinental (ICBM) soviétique conçu et fabriqué par le Bureau d'études Ioujnoïe avant 1991. Lancé verticalement à froid, il pouvait être installé dans un silo ou sur une plateforme ferroviaire. C'était un missile  à propergol solide de trois étages, le deuxième étage bénéficiant d'une poussée vectorielle. Le cône, mirvé, contenait 10 ogives nucléaires d'une puissance unitaire de 550 kT.

## Histoire

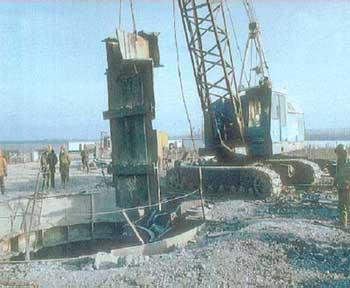
Des travailleurs ukrainiens démantèlent un silo à missile de RT-23 Molodets datant de l'ère soviétique. Ils utilisent des équipements fournis par le Defense Threat Reduction Agency américain.

Le RT-23 Molodets est l'apogée de l'effort soviétique de mise au point d'un missile de taille moyenne propulsé par des moteurs-fusées à poudre et pouvant être lancé depuis un silo ou une plate-forme ferroviaire (une plate-forme automobile fut envisagée et rejetée). Ce dernier scénario rendait la détection du missile nettement plus difficile, puisqu'il était possible de le déplacer à n'importe quel endroit du réseau ferroviaire soviétique. Il devait à terme remplacer le missile, plus ancien et à carburant liquide, SS-19 Stiletto qui était uniquement lancé depuis des silos. L'arme équivalente américaine était le missile MX.
Le lanceur fut testé tout au long des années 1980 et les missiles avec ogives furent déployés en 1987. La fabrication était réalisée en Ukraine. Après la dislocation de l'Union soviétique, en 1991, l'Ukraine n'avait plus d'intérêt à les fabriquer et arrêta leur production. Le train qui emportait les missiles était habituellement composé de trois locomotives de la classe M62 (une locomotive diesel standard de cette époque), suivies d'un wagon comportant une génératrice de courant, un wagon de commande, un wagon de support et trois plates-formes ferroviaires servant de pas de tir, le train comportait donc 9 véhicules. La locomotive de tête était conduite par trois officiers, alors que les deux autres locomotives étaient opérées par du personnel militaire. Les plates-formes ferroviaires ressemblaient à des wagons réfrigérés et les voitures de services étaient des voitures de chemin de fer transformées.
Juste avant la fin de l'URSS, 92 missiles étaient opérationnels, 36 dans des silos et 56 sur des rails. Les 36, situés en Ukraine, furent désarmés en 1996 puis stockés en attendant la mise au point d'une technique pour les démanteler, alors que les 56 autres en Russie demeurèrent en service. Ils devaient être mis hors service à la ratification du traité START II, qui n'est jamais entré en vigueur. Vers l'an 2000, les 10 missiles restants dans des silos en Russie furent mis hors service. Par la suite, les missiles sur rails furent graduellement mis hors service, les 15 derniers en août 2005. La destruction du dernier SS-24 en Russie fut réalisée en avril 2008.